# SPIRou
Pour les articles homonymes, voir Spirou.
SPIRou (acronyme de Spectropolarimètre infrarouge) est un spectropolarimètre dans l'infrarouge proche, installé sur le télescope de l'observatoire Canada-France-Hawaï situé à Hawaï (États-Unis).
SPIRou est un projet astronomique international piloté par l'Institut de recherche en astrophysique et planétologie (IRAP) de l'observatoire Midi-Pyrénées (OMP). Ses deux objectifs principaux sont la recherche et la caractérisation de planètes de petite masse autour des naines rouges proches, et l'étude de l'impact du champ magnétique sur la formation des étoiles et des planètes.

## Organisation
Les instituts de recherche et les partenaires financiers impliqués dans SPIRou sont répartis sur sept pays, :
- en France :
  - le Centre national de la recherche scientifique (CNRS) et le ministère de l'Enseignement supérieur et de la Recherche (MESR) ;
  - l'Université Paul-Sabatier, l'Observatoire Midi-Pyrénées, l'Institut de recherche en astrophysique et planétologie (IRAP) ;
  - l'Université Grenoble-Alpes, l'Observatoire des sciences de l'Univers de Grenoble et l'Institut de planétologie et d'astrophysique de Grenoble (IPAG) ;
  - l'Institut d'astrophysique de Paris (IAP), l'Observatoire de Paris (OP), le Laboratoire d'études spatiales et d'instrumentation en astrophysique (LESIA), le Laboratoire d'études du rayonnement et de la matière en astrophysique (LERMA), le laboratoire Univers et Théories (LUTH), l'Institut de mécanique céleste et de calcul des éphémérides (IMCCE), l'Institut d'astrophysique spatiale (IAS) et le Laboratoire Atmosphères, milieux, observations spatiales (LATMOS) ainsi que la région Île-de-France ;
  - l'université Aix-Marseille (AMU), l'Institut Pythéas, le Laboratoire d'astrophysique de Marseille (LAM) et l'Observatoire de Haute-Provence (OHP) ;
- au Canada, l'Université de Montréal (UdeM), l'Observatoire du Mont-Mégantic (OMM), l'Université Laval (UL) à Québec et le Conseil national de recherches Canada (CRNC) à Victoria ;
- au Brésil, le Laboratoire national d'astrophysique (LNA) à Itajubá, l'Université fédérale du Rio Grande do Norte (UFRN) à Natal ainsi que l'Université fédérale du Minas Gerais (UFMG) à Belo Horizonte ;
- aux États-Unis, le Télescope Canada-France-Hawaï (TCFH) ;
- à Taiwan, l'Institut d'astronomie et d'astrophysique de l'Academia Sinica à Taipei ;
- en Suisse, l'Observatoire astronomique de l'université de Genève ;
- au Portugal, le Centre d'astrophysique de l'université de Porto.

## Premiers résultats
En 2025, SPIRou découvre une super-Terre autour de l'étoile DS Leonis (es) (Gliese 410), dans la constellation du Lion à seulement 40 années-lumière de distance. Selon les premières estimations, la planète aurait une période orbitale de six jours et une masse de dix masses terrestres. Deux autres planètes sont suspectées, qui auraient des périodes de 3 et 18,7 jours.